# 埃里西
埃里西（法語：Héricy，法語發音：[eʁisi] ⓘ）是法国法蘭西島大區塞纳-马恩省的一个市镇，属于枫丹白露区。 

## 地理
埃里西（48°26'47"N, 2°45'47"E）面积10.68 平方千米，位于法国法蘭西島大區塞纳-马恩省，该省份为法国北部内陆省份，北起瓦兹省，西接埃松省、马恩河谷省、塞纳-圣但尼省和瓦兹河谷省，南至卢瓦雷省，东南接约讷省，东临马恩省和奥布省，东北接埃纳省。
与埃里西接壤的市镇（或旧市镇、城区）包括：塞纳河畔萨穆瓦、塞纳河畔维莱讷、塞纳河畔香槟、费里西、方丹港、马绍。

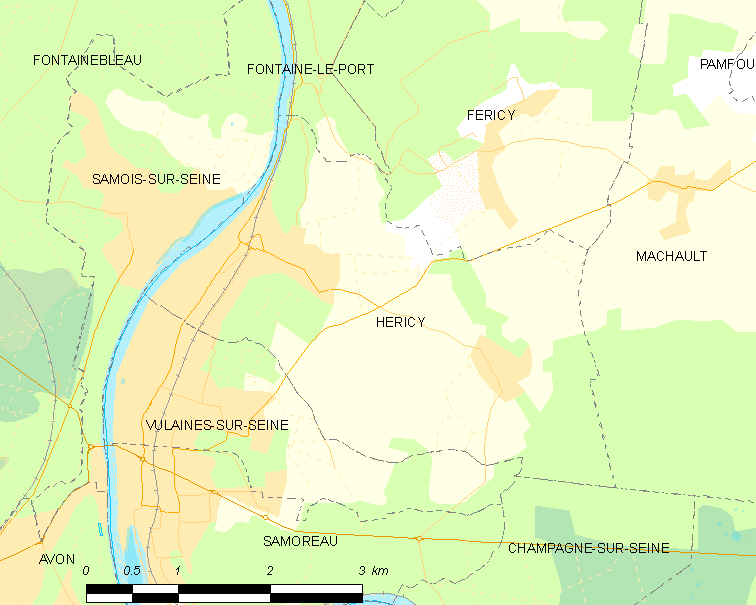
埃里西的OSM定位图

埃里西的时区为UTC+01:00、UTC+02:00（夏令时）。

## 行政
埃里西的邮政编码为77850，INSEE市镇编码为77226。

## 政治
埃里西所属的省级选区为枫丹白露县。

## 人口

1962-2008年间埃里西人口变化图示

埃里西于2022年1月1日时的人口数量为2511人。